# Jardin de l'Îlot-Riquet
Jardin de l'Îlot-Riquet är en park i Quartier de la Villette i Paris nittonde arrondissement. Parken, som invigdes år 1981, har en ingång vid Rue du Docteur-Lamaze. Riquet syftar på den franske ingenjören Pierre-Paul Riquet (1609–1680).

## Omgivningar
- Saint-Jacques-Saint-Christophe
- Cimetière de la Villette
- Bassin de la Villette
- Rotonde de la Villette

## Bilder
| - Saint-Jacques-Saint-Christophe. - Rotonde de la Villette. |

## Kommunikationer
- Tunnelbana – linjerna   – Riquet
- Busshållplats Riquet – Paris bussnät, linjerna 54 N42

### Webbkällor
- ”Jardin de l'Îlot-Riquet” (på franska). Paris.fr. Arkiverad från originalet den 12 oktober 2022. https://archive.ph/DVdbL. Läst 12 oktober 2022.
- ”Place Marc-Bloch (19ème arrondissement)”. Les rues de Paris. https://web.archive.org/web/20190926223030/http://www.parisrues.com/rues19/paris-19-jardin-de-l-ilot-riquet.html. Läst 12 oktober 2022.